# الحب التائه (مسلسل)
الحب التائه (بالإنجليزية: Beautiful But Unlucky)‏٬ (بالإسبانية: Bella Calamidades)‏ هو مسلسل تلفزيوني كولومبي أمريكي ناطق باللغة الإسبانية٬ تم إنتاجه سنة 2010٬ والمسلسل من تأليف خوليو خيمينيز٬ يروي جانبا من قصة رومانسية٬ يمييزه سحر الجمال الملعون بسبب سوء الحظ. كان المسلسل يعرض لمدة ساعتين في اليوم٬ والمسلسل من بطولة دانا غارسيا وسيجوندو سيرناداس، كما وعرض هذا المسلسل في العالم العربي بالنسخة المدبلجة للعربية باللهجة الشامية على قناة الشرقية وعلى تلفزيون البرتقالة وعلى قناة دبي ون.

## نبذة عن المسلسل
المسلسل يحكي قصة شابة إسمها لولا كاريرو توفيت والدتها وهي تلدها وتوفي والدها عندما كانت صغيرة فٱضطرت أن تنتقل للعيش عند عمتها في العاصمة حيث عاملتها عمتها بطريقة قاسية فتضطر في النهاية للعودة إلى بلدتها هولميروس وهناك تتعرف على عرابتها لورينزا ماتشادو وإبنها مارسيلو ماتشادو الذي يعود من العاصمة أيضا بعد أن كان يدرس هناك فيقع مارسيلو ولولا في حب بعضهما وتواجهما الصعوبات من جراء غيرة ابنة خال مارسيلو بريسيلا والتي تحب مارسيلو ومن جراء الشائعات التي تلاحق لولا وعن قصص لعناتها التي تحل على كل من استضافتها.

## الممثلون
- دانا غارسيا بدور دولوريس لولا كاريرو بارازا وألتي تحب مارسيلو.
- سيجوندو سيرناداس بدور مارسيلو ماتشادو كوردونا وألذي يحب لولا.
- كاتي بربري بدور سيلفانا باربوسا والدة بريسيلا وحماة لورينزا والدة مارسيلو وتعيش في نفس بيت مارسيلو.
- تيبيريو كروز بدور رومانو غاليانو وألذي يقع في حب لولا أيضا.
- غاري فوريرو بدور فبيان بونسيلا صاحب بار وألذي يقع في حب لولا.
- ميمي موراليس بدور إسبيرانزا كابورو إحدى سكان بلدة هولميروس وراقصة في بار فبيان.
- ماريا إيلينا دوهيرنغ بدور لورينزا كوردونا ماتشادو والدة مارسيلو.
- ديانا كيجانو بدور ريخينا غاليانو جارة لورينزا ووالدة رومانو.
- بابلو أزار بدور ريناتو غاليانو شقيق رومانو.
- أدريانا كامبوس بدور بريسيلا كوردونا باربوسا ابنة خال مارسيلو ومحبة لمارسيلو.
- خيمينا دوكي بدورأنجيلينا صديقة مارسيلو عشيقته السابقة.

## روابط خارجية
- الحب التائه على موقع IMDb (الإنجليزية)
- الحب التائه على موقع كينوبويسك (الروسية)
- الحب التائه على موقع قاعدة بيانات الفيلم (الإنجليزية)